# Living for the City
Living for the City är en låt komponerad och framförd av Stevie Wonder. Låten lanserades i augusti 1973 på hans album Innervisions, och släpptes några månader senare även som singel. Den blev en hit både i USA och Storbritannien.
Stevie Wonder spelade alla instrument på låtens inspelning själv, och stod även för produceringen. Låttexten handlar om en fattig ung afroamerikansk man från Mississippi som kommer till New York och blir inlurad i droghandel bara för att sedan åka fast och dömas till tio år i fängelse. Singelversionen som är mycket kortare innefattar dock inte hela historien.
Magasinet Rolling Stone har listat Wonders version på plats #105 i listan The 500 Greatest Songs of All Time.

## Listplaceringar
- Billboard Hot 100, USA: #8[2]
- UK Singles Chart, Storbritannien: #16[3]
- Tyskland: #20[4]